# Universiada de invierno de 2015
La Universiada de Granada de 2015, conocida como los XXVII Juegos Universitarios de Invierno, es un evento de varios deportes de invierno que tuvo lugar en la ciudad de Granada, España. El 14 de marzo de 2009, la FISU anunció que la ciudad anfitriona sería Granada.
El 25 de junio de 2014, la FISU anunció que las ciudades eslovacas de Štrbské Pleso y Osrblie serían coafintriones del evento, albergando las competiciones de esquí nórdico y biatlón, las cuales tuvieron lugar entre el 24 de enero y el 1 de febrero de 2015.

## Lugares

### Antequera
| Lugares | Deportes | Capacidad | Ref. |                                      |                                                                   |      |  |
| ------- | -------- | --------- | ---- | ------------------------------------ | ----------------------------------------------------------------- | ---- |  |
| Lugares | Deportes | Capacidad | Ref. | Centro de Tecnificación de Atletismo | Patinaje artístico sobre hielo, Patinaje de velocidad sobre hielo | 2500 |  |

### Sierra Nevada
| Lugares | Deportes | Capacidad | Ref. |                                    |                                              |        |  |
| ------- | -------- | --------- | ---- | ---------------------------------- | -------------------------------------------- | ------ |  |
| Lugares | Deportes | Capacidad | Ref. | Estación de esquí de Sierra Nevada | Esquí alpino, Esquí acrobático, Snowboarding | 12 000 |  |